# Physique expérimentale

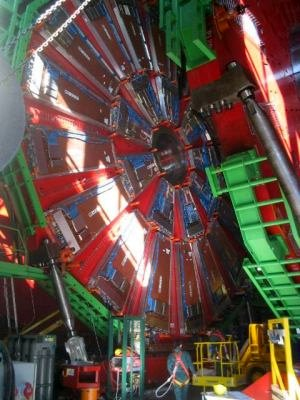
La physique expérimentale peut parfois recourir à des instruments de très grandes dimensions : ici, construction du détecteur CMS (Compact Muon Solenoid) du Grand collisionneur de hadrons (LHC) au CERN, en 2003. Les techniciens présents en bas de l'image donnent une idée des dimensions réelles de cet ensemble (15 m de diamètre, 21 m de long, pour un poids de 14 000 tonnes) installé 100 mètres sous la surface du sol.

La physique expérimentale est la branche de la physique qui s'attache à sonder le fonctionnement de l'univers par l'expérience, par opposition à la physique théorique qui tente de l'expliquer par la théorie.
Elle peut avoir pour but d'éprouver une théorie physique, d'améliorer la connaissance d'une constante physique, ou d'explorer des domaines inconnus. La physique expérimentale et la physique théorique sont donc intrinsèquement liées, la première faisant en quelque sorte le lien entre les théories et la réalité : la validité d'une théorie physique doit être soumise à l'expérience, et la physique expérimentale peut mettre en évidence des phénomènes nouveaux encore non théorisés.